# Roberto Urdaneta Arbeláez
Pour les articles homonymes, voir Arbelaez.
Roberto Urdaneta Arbeláez, né le 27 juin 1890 à Bogota et mort le 20 août 1972 dans la même ville, est un homme politique colombien. Membre du Parti conservateur, il remplace Laureano Gómez comme président intérimaire de novembre 1951 à juin 1953.

## Biographie

### Jeunesse et formation
Roberto Urdaneta Arbeláez commence sa formation à Bogotá. Il s'installe à Bilbao, en Espagne, et complète son éducation secondaire. Il déménage par la suite à Salamanque, où il obtient un diplôme en droit.
Le 3 juin 1917, il se marie avec Clemencia Holguín y Caro, fille de Carlos Holguín Mallarino. Ils ont cinq enfants.

### Carrière politique

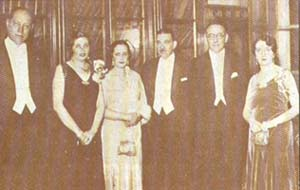
Enrique Olaya Herrera, María Michelsen de López, Clemencia Holguin de Urdaneta, Roberto Urdaneta Arbeláez, Alfonso López Pumarejo et María Teresa Londoño de Olaya. (Jockey Club de Bogotá - 7 août 1934).

Gendre du président Carlos Holguín Mallarino, beau-frère du président Jorge Holguín et neveu du président Manuel María Mallarino, Urdaneta est proche du pouvoir.
S'intéressant très tôt à la politique, Urdaneta devient membre du Parti conservateur. Il est élu au conseil de ville de Bogotá, à l'Assemblée de Cundinamarca et à la Chambre des représentants à plusieurs reprises. Plus tard, il est nommé représentant permanent de la Colombie aux Nations unies (en), ainsi qu'ambassadeur au Pérou et en Argentine. Il occupe également les ministères de la Défense, des Finances et du Commerce et des Affaires étrangères.

### Présidence
Des élections au Congrès ont lieu en 1951. Le Parti libéral n'y participant pas, le nouveau Congrès, qui prête serment le 30 octobre, est entièrement conservateur avec une majorité de membres soutenant l'ancien président Mariano Ospina Pérez. Le lendemain, le Congrès est informé des intentions du président Laureano Gómez de quitter ses fonctions pour raison de santé. Le Congrès décide rapidement d'élire un « président intérimaire » (Designado a la Presidencia).
Le candidat obtenant une majorité de voix pour l'investiture est Gilberto Alzate Avendaño mais Gómez refuse sa nomination et supporte la candidature de Roberto Urdaneta. Il convainc le Congrès par son discours (« les derniers vœux d'un homme mourant ») et Urdaneta devient président le 5 novembre.
En 1953, Gómez se sent mieux et décide de revenir à la présidence. Mais auparavant, il demande à Urdaneta de destituer le général Gustavo Rojas Pinilla de la tête de l'armée colombienne. Urdaneta tardant à obtempérer, Gómez se présente tôt le 13 juin 1953 au palais Nariño, la résidence présidentielle, et affirme reprendre son poste. Il quitte le palais présidentiel tout de suite après, laissant Urdaneta sur place.
Dans l'après-midi, le général Pinilla, accompagné d'autres généraux du haut commandement militaire, rend une visite à Urdaneta et déclare : « Au nom du haut commandement de l'armée, je me dois d'exprimer à son excellence que nous demandons [...] que vous demeuriez président de la Colombie. »,. Estomaqué, Urdaneta répond : « Ce matin j'ai été relevé de mes fonctions pour ne pas avoir obéi à un ordre. Maintenant, on ne peut pas m'ordonner de les reprendre. »,.
Le général Duarte Blum, avec l'accord du haut commandement, explique que ce n'est pas un ordre, mais le désir sincère des généraux des forces armées, qui n'ont pas les compétences administratives et l'expérience d'Urdaneta. Le général Rojas Pinilla et la femme d'Urdaneta essaient de persuader ce dernier d'accepter l'offre des généraux. Urdaneta répond à nouveau : « Je suis reconnaissant et ému par la démonstration de confiance et de loyauté du haut commandement militaire, mais depuis ce matin, je ne suis plus président car Gómez a repris ses fonctions. Pour que je puisse accepter votre offre, il doit quitter à nouveau ses fonctions. »,.
Devant le refus d'Urdaneta, le général Rojas Pinilla, ayant déjà ordonné la mobilisation de ses troupes dans la capitale et les grandes villes du pays, prend le pouvoir.

### Dernières années
Roberto Urdaneta Arbeláez se retire à Genève avec sa famille pendant la dictature de Rojas. Après la chute de celui-ci en 1957, la junte de gouvernement militaire qui lui succède convoque une commission mixte pour la restructuration de la démocratie composée de tous les ex-présidents alors vivants, dont Urdaneta lui-même. Les négociations aboutissent à la formation du Front national qui conclut un pacte d'alternance au pouvoir entre les conservateurs et les libéraux.
Urdaneta soutient la candidature à l'élection présidentielle de 1958 du conservateur Guillermo León Valencia, qui se retire ensuite au profit d'Alberto Lleras Camargo, qui est élu. Urdaneta se retire alors de la vie politique.